# Petrovce (Vranov nad Topľou)
Petrovce (ungarisch Pétervágása – bis 1907 Pétervágás) ist eine Gemeinde im Osten der Slowakei mit 441 Einwohnern (Stand 31. Dezember 2024), die im Okres Vranov nad Topľou, einem Teil des Prešovský kraj, liegt.

## Geographie
Die Gemeinde befindet sich am Rande der Niederen Beskiden im Vorgebirge Beskydské predhorie sowie teilweise am Nordostrand des Gebirges Slanské vrchy, im Tal des Baches Hlboký potok im Einzugsgebiet der Topľa. Das Ortszentrum liegt auf einer Höhe von 310 m n.m. und ist dreieinhalb Kilometer von Hanušovce nad Topľou sowie 27 Kilometer von Vranov nad Topľou entfernt.
Nachbargemeinden sind Hanušovce nad Topľou im Nordwesten, Norden und Nordosten, Hermanovce nad Topľou im Osten, Südosten und Süden, Zlatá Baňa im Südwesten und Pavlovce im Westen.

## Geschichte
Petrovce wurde zum ersten Mal 1412 als Peterwagasa schriftlich erwähnt, weitere historische Bezeichnungen sind unter anderen Petrowcze (1773) und Petrowce (1786). Das Dorf entstand im 14. Jahrhundert nach deutschem Recht und trägt den Namen des Erbrichters, der Peter hieß. 1427 wurden 28 Porta verzeichnet, und der Ort war Besitz der Familie Soós aus Solivar, im 19. Jahrhundert der Familie Dessewffy.
1787 hatte die Ortschaft 30 Häuser und 219 Einwohner, 1828 zählte man 39 Häuser und 309 Einwohner, die als Landwirte und Waldarbeiter tätig waren.
Bis 1918 gehörte der im Komitat Sáros liegende Ort zum Königreich Ungarn und kam danach zur Tschechoslowakei beziehungsweise heute Slowakei. Auch in der Zeit der ersten tschechoslowakischen Republik waren die Einwohner als Landwirte und Waldarbeiter beschäftigt. Vor und während des Slowakischen Nationalaufstandes war die Partisanengruppe Čapajev aktiv in der Gegend, am 7. September 1944 steckten NS-deutsche Truppen den Ort teilweise in Brand. Nach dem Zweiten Weltkrieg wurde die örtliche Einheitliche landwirtschaftliche Genossenschaft (Abk. JRD) im Jahr 1959 gegründet, ein Teil der Einwohner pendelte zur Arbeit in Industriegebiete in Prešov.

## Bevölkerung
| Jahr                | 1994 | 2004    | 2014    | 2024    |
| ------------------- | ---- | ------- | ------- | ------- |
| Anzahl der Personen | 446  | 440     | 453     | 441     |
| Unterschied         |      | −1,34 % | +2,95 % | −2,64 % |

| Jahr                | 2023 | 2024 |
| ------------------- | ---- | ---- |
| Anzahl der Personen | 450  | 441  |
| Unterschied         |      | −2 % |

Nach der Volkszählung 2011 wohnten in Petrovce 439 Einwohner, davon 435 Slowaken und ein Tscheche. Drei Einwohner machten keine Angabe zur Ethnie.
402 Einwohner bekannten sich zur Evangelischen Kirche A. B., 22 Einwohner zur römisch-katholischen Kirche, drei Einwohner zur griechisch-katholischen Kirche, zwei Einwohner zur orthodoxen Kirche und ein Einwohner zu den Zeugen Jehovas. Vier Einwohner waren konfessionslos und bei fünf Einwohnern wurde die Konfession nicht ermittelt.

## Bauwerke und Denkmäler
- evangelische Kirche aus dem Jahr 1997

## Verkehr
Nach Petrovce führt nur die Cesta III. triedy 3604 („Straße 3. Ordnung“) von Hanušovce nad Topľou (Anschluss an die Cesta I. triedy 18 („Straße 1. Ordnung“)) heraus.